# 아홉번째 파도
아홉 번째 파도(The Ninth Wave)는 러시아인 바다 화가인 이반 아이바좁스키의 1850년도 그림으로 가장 인상적인 작품으로 잘 알려져 있는 듯 하다. 현재 상트페테르부르크의 러시아 미술관에 전시되어 있다. 이 그림은 자주 "러시아에서 가장 아름다운 그림"으로 불린다.
이 작품은 폭풍우가 지나간 후의 바다와, 죽음을 직면한 사람들이 난파선의 잔해에 달라붙어 그들 스스로를 구하려고 노력하는 모습이 묘사되었다. 이 그림은 따뜻한 색상 톤을 띄고 있다. 이 그림에서의 바다는 사람들이 생존하기에 너무 위협적이며 생존의 기회도 주지 않는 것으로 보인다.
닉 디베르나르디노가 작곡한 "The Ninth Wave"도 이 그림에 영감을 받았다. 2010년 5월 6일, 그 음악은 디베르나디노가 지휘자로, 프린스턴 대학교의 관악합주단과 함께 공연되었다.